# スプレッド (企業)
株式会社スプレッド（英: SPREAD Co., Ltd.）は、植物工場事業会社である。
テクノファームの名で人工光型植物工場を展開し、生産したレタスをベジタスのブランド名などで販売する。1工場当たりのレタス生産量では世界最大級。2006年に設立され、2007年に京都府亀岡市で工場の操業を始めた。本社は京都リサーチパークに入居する。2017年に京都府木津川市に工場を建設し、東洋エンジニアリングと共同してアラブ首長国連邦など中東で事業を進めている。